# 青鸟 (戏剧)
《青鸟》（法語：L'Oiseau bleu）是一部6幕12场的象征童话剧，作者莫里斯·梅特林克。最初于莫斯科艺术剧院上演，导演为康斯坦丁·斯坦尼斯拉夫斯基。1911年3月2日，由雷雅纳领衔的在法国的首演在巴黎雷雅纳剧院上演。

## 剧情
贴贴尔和弥贴尔兄妹是樵夫的孩子，梦中一位仙女让他们寻找青鸟来救重病的孙女。众仙女让光引导他们到记忆之土，他们看见一只变为青色的黑鸟，以为找到，可他们离开时又变了回去。来到夜之宫后向死神讨要，但一无所获。到达树林后，他们又向精灵们讨要，但贴贴尔被困，幸而及时赶到的光救了他，并告诉他们幸福之宫里能找到有一切人类的幸福。然而罪恶精灵们挡住出路，贴贴尔在光的引导下驱散了他们，见到了一群幸福精灵。
告别了精灵们后，仙女让光告诉贴贴尔，青鸟也许在坟地。贴贴尔旋动金刚宝石将坟地化为花园，一行人来到未来之园，但时间老人要赶他们走。贴贴尔从光处得知已得到青鸟，但一出未来之园就变为粉红。光护送兄妹二人回家，并告诉他们自己存于一切光明事物之中。圣诞节早晨，二人睡醒，他们把自家白鸽送给邻居让他医治女儿的病，白鸽变为青鸟，小女儿得以痊愈，青鸟却从她手中飞去。

## 外部連結
- Complete Play （页面存档备份，存于） (Project Gutenberg)
- LibriVox中的公有领域有声书《The Blue Bird》